# Bad Windsheim
Bad Windsheim, fino al 1961 Windsheim, è una cittadina di 12 601 abitanti (2006) in Baviera, Germania. Si trova nel distretto di Neustadt an der Aisch-Bad Windsheim, a ovest di Norimberga.
La città prende il nome dagli antichi signori del luogo, i Windo, ed è nota per le sue acque termali, le Franken-Therme, e un museo all'aperto, il Freilandmuseum, che permette di visitare le tipiche antiche fattorie del luogo.

## Amministrazione

### Gemellaggi
Bad Windsheim è gemellata con:
- Este[2]